# Берельские курганы
Берельские курганы — комплекс захоронений V—IV веков до нашей эры в Катон-Карагайском районе Восточно-Казахстанской области Казахстана. Расположен в 7 км к юго-западу от села Берель. Состоит из более 100 курганов. Постановлением Правительства РК от 4 июля 2008 года № 674 для охраны и изучения памятника создан Государственный историко-культурный музей-заповедник «Берел».

## Общие сведения

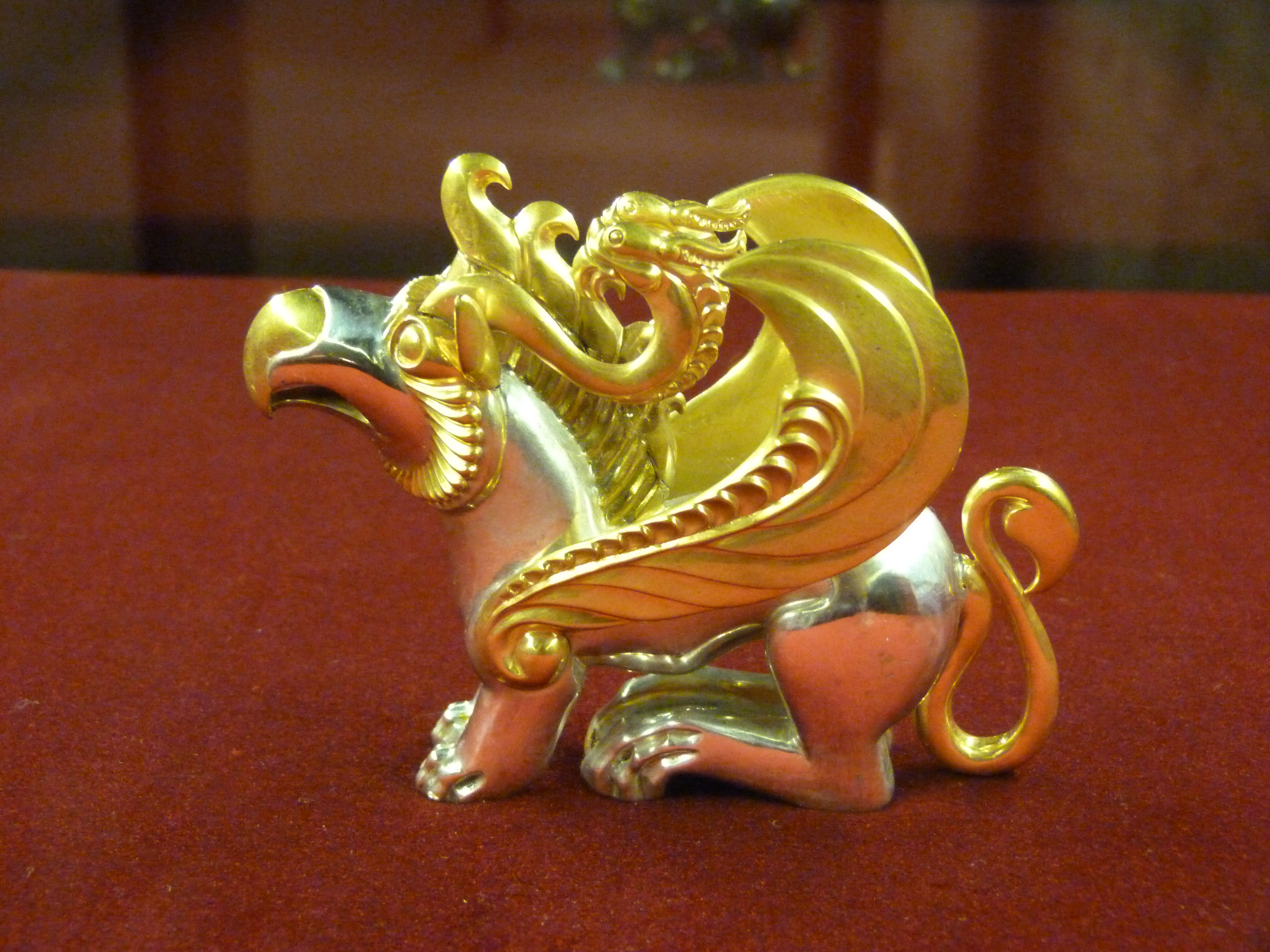
Грифон из Берельских курганов.

Дата сооружения самых ранних курганов — 4-3 вв. до н. э., то есть 2400—2300 лет назад, а самые поздние относятся к древнетюркскому времени — 7-8 вв. н. э., то есть примерно 1200—1300 лет назад.
Объект обнаружен в 1865 году российским исследователем Василием Васильевичем Радловым, который раскопал Большой Берельский курган в Горном Алтае Томской губернии. Курган был разграблен в древности. Были обнаружены остатки деревянного саркофага-колоды погребения знатного человека, во внешней деревянной камере погребения найдены также ритуально жертвенные останки 17 лошадей. Находки из Большого Берельского кургана были доставлены в Археологическую комиссию и затем переданы в Московский публичный музей. В настоящее время они хранятся в Государственном Историческом музее в Москве . Сорокин отмечает, что многие находки раскопок зафиксированные Радловым в дневнике и списке, в музей не попали и, надо полагать, утрачены совершенно.
В 1959 году было проведено доследование Большого Берельского кургана Сорокиным Сергей Сергеевичем. Экспедиция была организована Ленинградским отделением Института археологии АН СССР по инициативе Сергея Ивановича Руденко. Собранный материал составил представление о конструкции погребения и цельнодолблёного лиственичного саркофага, обтянутого берёстой и украшенного по углам бронзовыми фигурками мифических птиц с лошадиными глазами Суйла, с широко расставленными крыльями и изготовленных в разных литейных формах.
Систематические исследования берельских курганов связаны с именем Зайноллы Самашева.
В 1998—1999 годах курганы исследовала международная экспедиция Института археологии им. А. Х. Маргулана МОН РК. В ходе этих исследований в кургане № 11 обнаружены захоронения мужчины 35-40 лет и женщины пожилого возраста, 16 лошадей. В желудках лошадей были обнаружены останки травы тех времён. Саркофаг сделан из дерева. В результате получены уникальные по информативности и выдающиеся по художественной ценности изделия эпохи древних кочевников.
Благодаря найденным там захоронениям кочевой знати и высокохудожественным изделиям, выполненным в особой манере, свойственной искусству ранних кочевников, — в скифо-сибирском зверином стиле, памятник получил всемирную известность. Линза подкурганной мерзлоты способствовала тому, что в этих курганах в первозданном виде сохранились одежда, конское снаряжение, предметы из дерева, сёдла, и ткани, деревянная посуда, изделия из кожи, войлока. Обычно в курганах сохраняются лишь предметы из металла и кости, керамика. В этом заключается уникальность подобных памятников. На сегодняшний день Берел — единственный на территории Казахстана памятник с сохранившимися находками из органики.
В настоящее время в комплексе известно более 100 курганов различного размера с каменными насыпями. Большая часть из них входит в несколько параллельных цепочек курганов, вытянутых в направлении с северо-запада на юго-восток. Раскопанный Радловым «Большой Берельский курган» с примыкающими к нему мелкими насыпями, образует отдельную группу.
В 2003 году археологической экспедицией под руководством сотрудника Казахского национального университета доктора наук Абдеша Толеубаева там найден так называемый «Золотой курган царей». Курган датируется VIII—VII веками до нашей эры. Курган известен тем, что там найдены украшения, ставшие впоследствии основой для реконструкции третьего в Казахстане «Золотого Человека». Одежда погребённого предположительно полностью расшита золотом, но не так, как во всех остальных богатых скифо-сакских гробницах — исследования показали, что царь носил эту одежду постоянно. Кроме того, ранее в соседних курганах было обнаружено ещё некоторое количество золотых и ценных вещей, большинство из них сейчас хранится в Эрмитаже. Период, к которому принадлежат найденные артефакты, получил название Берельский этап развития культуры кочевников Восточного Казахстана эпохи раннего железного века (V—IV веков до н. э.).

## Исследования настоящего времени
В настоящее время для исследования находок кургана Шиликтинской долины привлечены иностранные ученые. Фонд «Культурное наследие» занялся тем, чтобы сделать реконструкцию внешности царя. Одной из самых интересных для археологов находок в этом кургане является золотая сережка размером 1 миллиметр, ушко её 0,5 миллиметра. Учёные разгадывают загадку, как могли древние люди, которые жили 2700 лет назад изготовить золотое изделие с такой ювелирной точностью. В 2013 году наконец-то все смогли увидеть третьего золотого человека, его выставили на обозрение в государственном музее золота и драгоценных металлов Астаны. Почти 10 лет ученые пытались воссоздать одежду «золотого человека», и теперь каждый может его увидеть. Это третий «золотой человек», найденный в Казахстане.
Могильник Берел являлся местом погребения лидеров и представителей элиты пазырыкского общества, особенно, I—III группы и цепочки курганов. Берельский человек по генотипу очень близок к казахам, узбекам, туркменам, а также к жителям Северного Китая. Также при изучении находок Берельского могильника были использованы методы палеоэкологии, палеозоологии и антропологии.